# St. Johannes (Sundern)

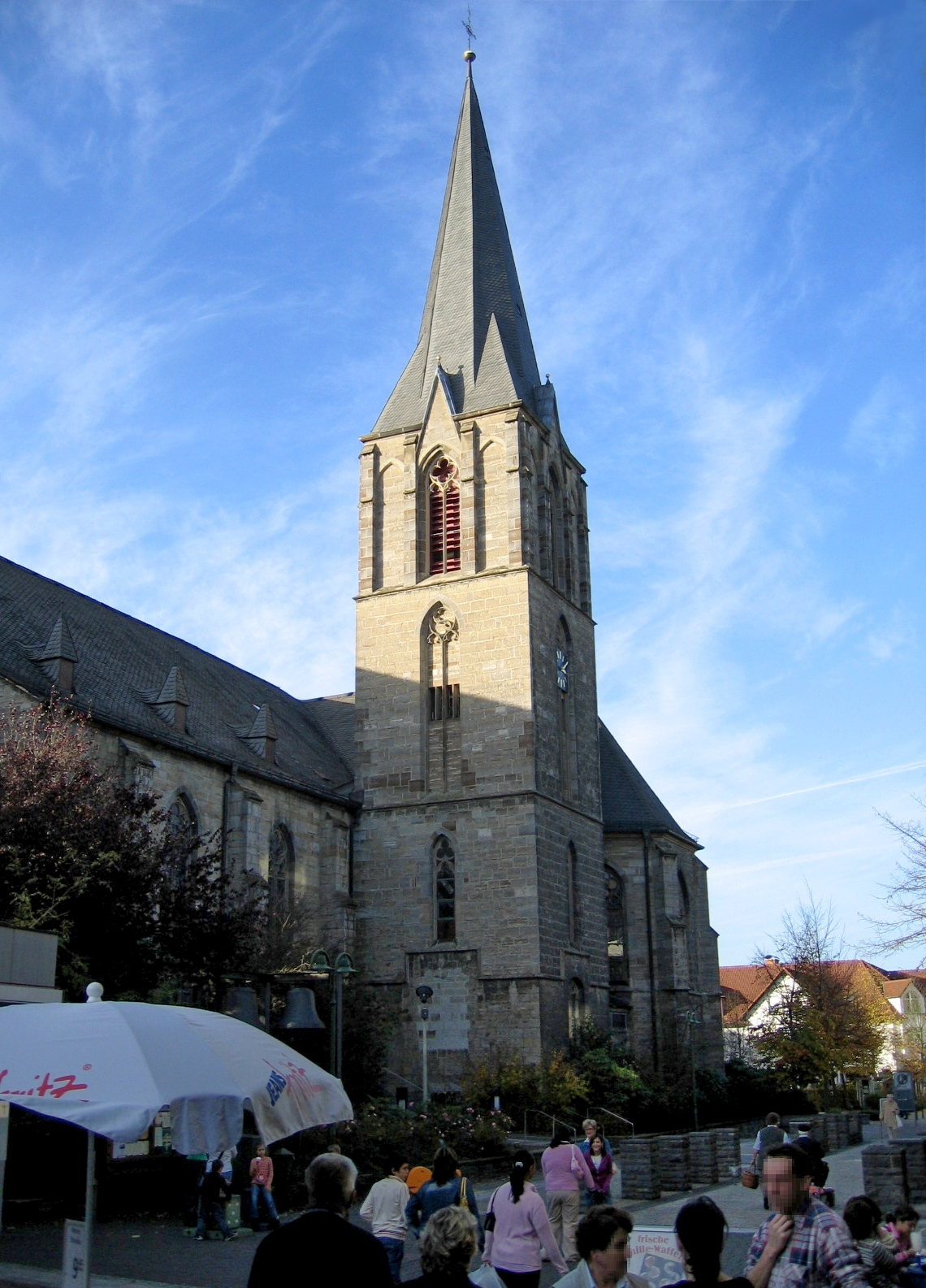
Pfarrkirche St. Johannes

Die katholische Pfarrkirche St. Johannes ist ein ortsbildprägendes Kirchengebäude in Sundern, einer Stadt im Hochsauerlandkreis (Nordrhein-Westfalen). Die Gemeinde gehört zum 1923 gegründeten Dekanat Sundern im Erzbistum Paderborn.

## Geschichte

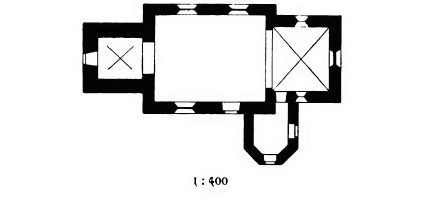
Grundriss aus der Zeit vor 1906

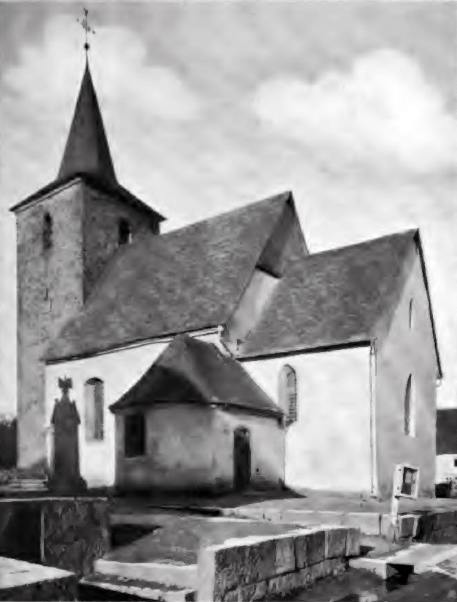
Südostansicht im Jahr 1895

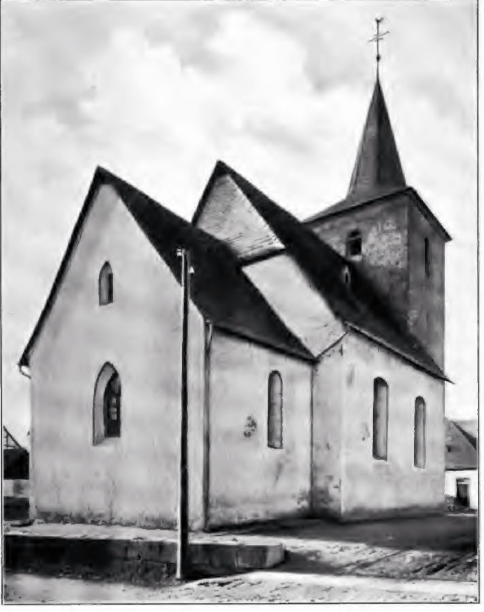
Nordostansicht, Foto von 1895

### Erste Kirche
Erste kirchliche Aktivitäten sind für 1310 belegt, der Graf Ludwig von Arnsberg einigte sich mit dem Pfarrer der Mutterkirche in Stockum über das Patronatsrecht für die neu errichteten Kapellen in Sundern und Hagen. Beide Kapellen erhielten eigene Priester, die dem Pfarrer von Stockum jeweils zu Weihnachten eine Anerkennungsgebühr zu zahlen hatten. Die Grafschaft Arnsberg ging 1368 an das Erzstift Köln, die Pfarrei Sundern besaß zu dieser Zeit eine eigene Pfarrkirche. Zur Gründung der Gemeinde und zum Bau der ersten Kirche schrieb der Pfarrer Josef Kleff 1851 in der Chronik der Pfarrei Sundern: Wann die hiesige Pfarrkirche erbaut worden, wann die Tochterkirche Sundern von der Mutterkirche in Stockum abgezweigt worden ist, das läßt sich nicht mit Bestimmtheit angeben, es fehlen die betreffenden Dokumente einesteils und andernteils schweigt auch die Tradition. Die Kirche wurde auf alle Fälle vor 1623 errichtet, auf einer Inschrift hinter dem Hochaltar ist zu lesen Hoc altare 1623 in honorem St. Johannis Evangel. Sub Pastore Poelman primo consecratum noviter erectum ac decoratum est anno 1839 Sub Pastore Flüter (Dieser Altar, der 1623 zu Ehren des hl. Evangelisten Johannes unter dem Pfarrer Poelman erstmals konsekriert wurde, ist erneut aufgestellt und schmuckvoll gestaltet worden im Jahre 1839 unter Pfarrer Flüter). Albert Ludorff beschrieb die Kirche 1906 als gotisch mit gerade geschlossenem Chor und einer Sakristei an der Südseite. Im Schiff und in der Sakristei befinden sich Holzdecken, in den Chor wurde ein Kreuzgewölbe eingezogen, das Gewölbe im Turm ist kuppelförmig. Die Fenster im Schiff sind flachbogig, die in der Sakristei sind gerade geschlossen. Der Eingang zur Sakristei und der zur Kirche auf der Südseite sind flachbogig ausgeführt der Turmeingang ist gerade geschlossen. Das Gebäude wurde 1897 abgebrochen, um einem Neubau Platz zu machen, für den der Dombaumeister Arnold Güldenpfennig die Pläne anfertigte.

### Zweite Kirche
Die Pläne legte der Baumeister am 21. Juni 1896 dem Kirchenvorstand vor. Nach den Wünschen des Vorstandes wurden einige Änderungen vorgenommen. Um während der Bauzeit auch weiter den Gottesdienst zu gewährleisten, wurde an die alte Schule ein Anbau angefügt, das Gebäude diente dann als Notkirche.
Der Grundstein wurde am 1. August 1897 gelegt. Die Fertigstellung der neugotischen, dreischiffigen Hallenkirche zu vier Jochen erfolgte 1899. Weihbischof Augustinus Gockel aus Paderborn konsekrierte die Kirche am 17. August 1899.

### Erweiterungsbau
In den 1920er Jahren nahm die Bevölkerung durch die Industrialisierung stark zu, das Gebäude wurde zu klein. Die Anzahl der Gemeindemitglieder war von 1.500 auf 2.500 angestiegen. Die Pläne für die neugotische Erweiterung stammen von dem Diözesan- und Dombaumeister Kurt Matern. Das Erzbischöfliche Generalvikariat genehmigte das Bauvorhaben am 26. Mai 1934. Nach dem ersten Spatenstich am 17. Juli 1934 wurde der Grundstein am 18. August 1934 gelegt. Die Außenwand an der Südseite wurde mit einem Durchbruch geöffnet und der Erweiterungsbau angefügt. Der Chorraum kam an die Südseite, es entstand eine dreischiffige Kirche zu sechs Jochen. Die Konsekration nahm Erzbischof Caspar Klein am 26. Mai 1935 vor. Zum Ende des Zweiten Weltkrieges wurde bei einem Bombenangriff am 10. April 1945 auch das Kirchengebäude in Mitleidenschaft gezogen. Die Bruchsteinmauern mit innerer Verblendung aus Ziegel wurden teilweise beschädigt, die Orgelbühne stürzte ein, die Orgel wurde zerstört. Das Dach und die Gewölbe brachen teilweise ein. Die notwendigen Reparaturarbeiten kamen am 13. März 1946 zum Abschluss, dabei wurden einige Veränderungen gegenüber dem vorherigen Bauzustand vorgenommen. Die Orgelbühne wurde an der Giebelseite des Einganges aufgestellt, die Taufkapelle fand im Seitenflügel Platz. Da die Eingänge vorher recht schmal waren, wurden sie verbreitert. Der Architekt Johannes Reuter aus Kassel leitete die Renovierung in den Jahren 1962 und 1963; weitere Umfangreiche Arbeiten wurden von 1975 bis 1976 unter der Leitung von G. Ringelhan aus Wenden durchgeführt, die Ausmalung der Kirche erfolgte durch den Kirchenmaler H. W. Rademacher aus Olpe. Die Leitung der Renovierung von 1996 übernahm ebenfalls Ringelhan.

## Ausstattung
- Das Kreuz im Zentrum des neugotischen Hochaltares stammt aus dem Besitz der Gemeinde. Der Altar ist mit Figuren der Heiligen Maria Magdalena, Johannes der Täufer und mit einem auferstandenen Christus ausgestattet. Die Figuren sind Arbeiten der Bildhauerin M. Baumann aus Ramsau. Der Altar ist mit den eucharistischen Symbolen und einem Relief, mit der Darstellung der Fußwaschung geschmückt.[10] Der Altar stand ursprünglich in der Kirche St. Aloysius in Derne[11]
- Der Ambo, die Leuchter und das Lesepult wurden Ende des zwanzigsten Jahrhunderts von Edgar Gausling aus Stromberg in Bronze gegossen.
- Das Kreuzreliquiar ist eine Arbeit von 1936, es wurde in der Werkstatt Fuchs in Paderborn hergestellt. Es ist mit vier Medaillons aus Elfenbein, Halbedelsteinen und Bergkristallen verziert. Die Medaillons stellen die Heiligen Liborius, Johannes und Maria, sowie den guten Hirten dar. Der Bischof Klemens August Kardinal Graf von Galen bestätigte die Echtheit der Kreuzpartikel.[12]
- Der Marienaltar steht im westlichen Seitenschiff, die Bronzereliefs und die Nachbildung einer gotischen Madonna, die im Erzbischöflichen Diözesanmuseum in Paderborn gezeigt wird, sind Arbeiten von Edgar Gausling.
- Der Taufbrunnen ist aus schwarzem Marmor, er steht vor dem Marienaltar.
- Die Schnitzfiguren der Heiligen Johannes Evangelist, Bonifatius, Agatha, Apollonia und Antonius wurden 1996 restauriert und neu gefasst.[13]
- Ein Bleiglasfenster in der Marienkapelle zeigt die alte Pfarrkirche, vor ihrem Abriss im Jahr 1897.[14]
- Der schlichte, moderne Kreuzaltar ist mit einer Nachbildung des Mindener Kreuzes aus der Zeit der Romanik ausgestattet.
- Die Terrakottabilder für den Kreuzweg wurden 1904 von Walter von Trier geschaffen, die Fassung stammt von dem Maler Wittkop aus Lippstadt. Die Rahmen kamen von Bäumker aus Lippstadt. Die Stationen wurden aus Spendenmitteln bezahlt.
- Das Kreuz der Kreuzigungsgruppe wurde 1935 von Julius Mormann aus Wiedenbrück geschnitzt. Maria und Johannes stehen neben dem gekreuzigten Christus, sie wurden 1962 in der Werkstatt Greitemann in Seidfeld gefertigt. Nach der letzten Kirchenrenovierung wurde die Gruppe vom Chorraum an die Westwand der alten Pfarrkirche, vor das Auferstehungsfenster umgesetzt.

## Innenansichten

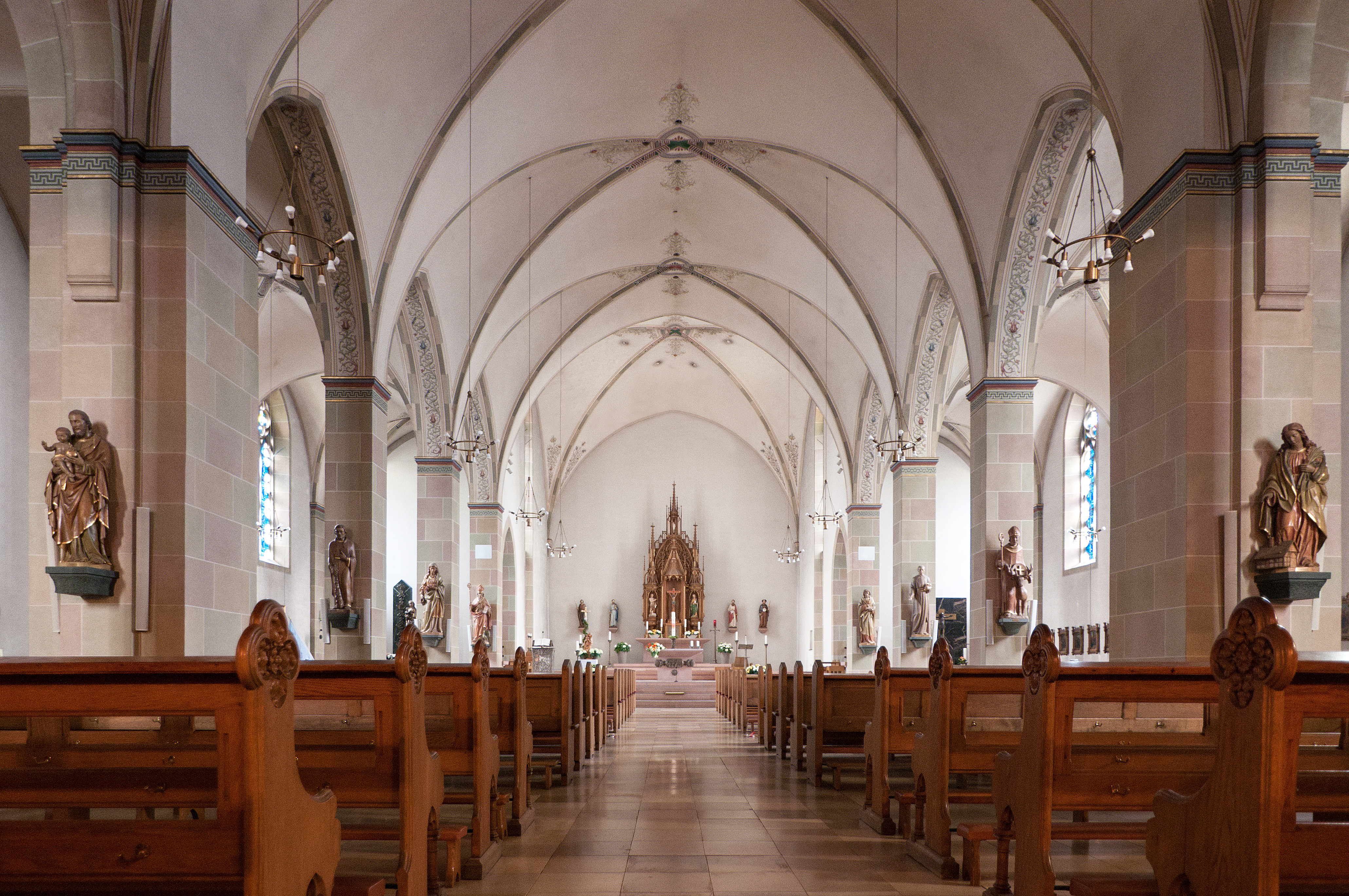
Mittelschiff
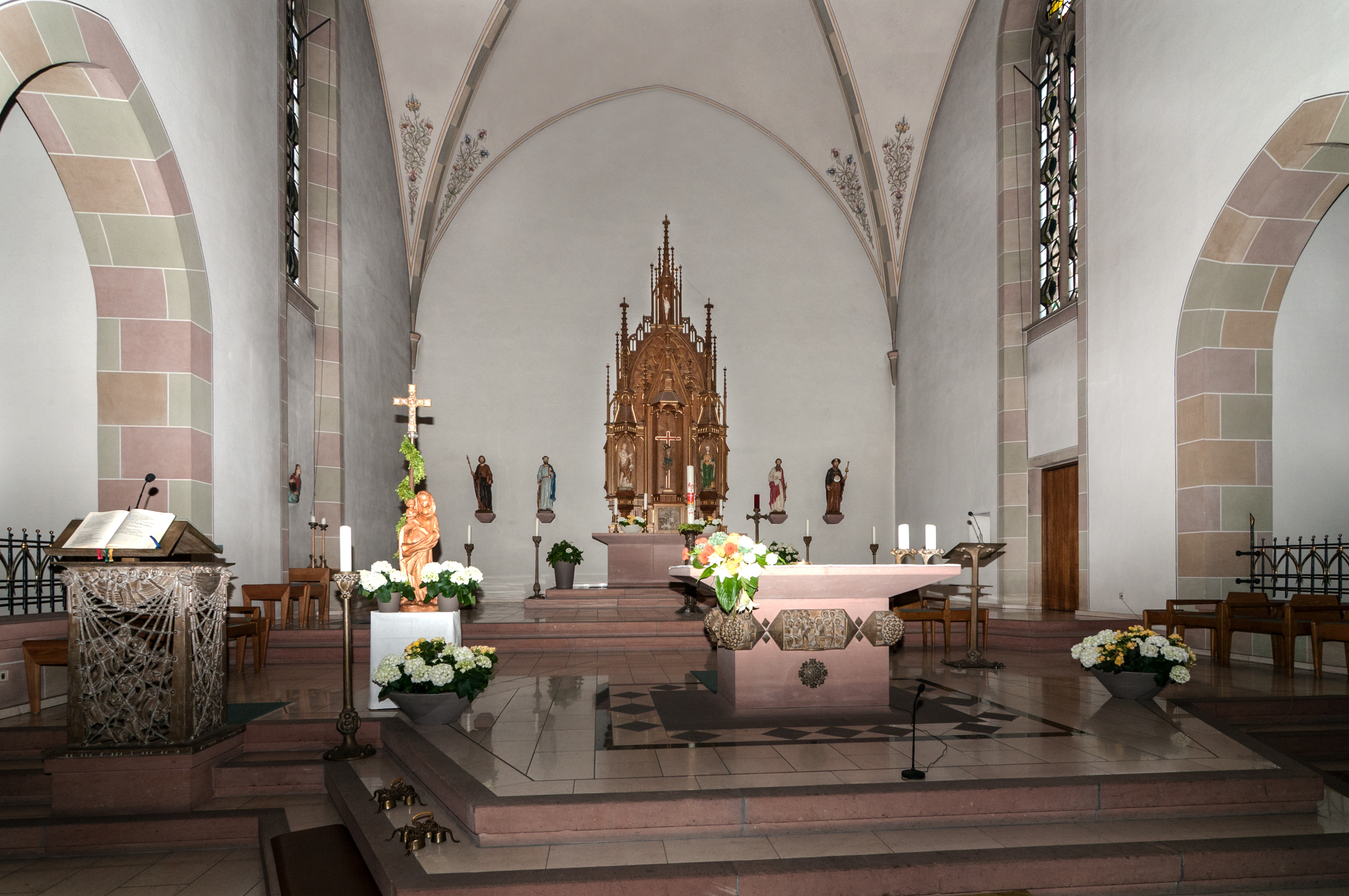
Altarraum
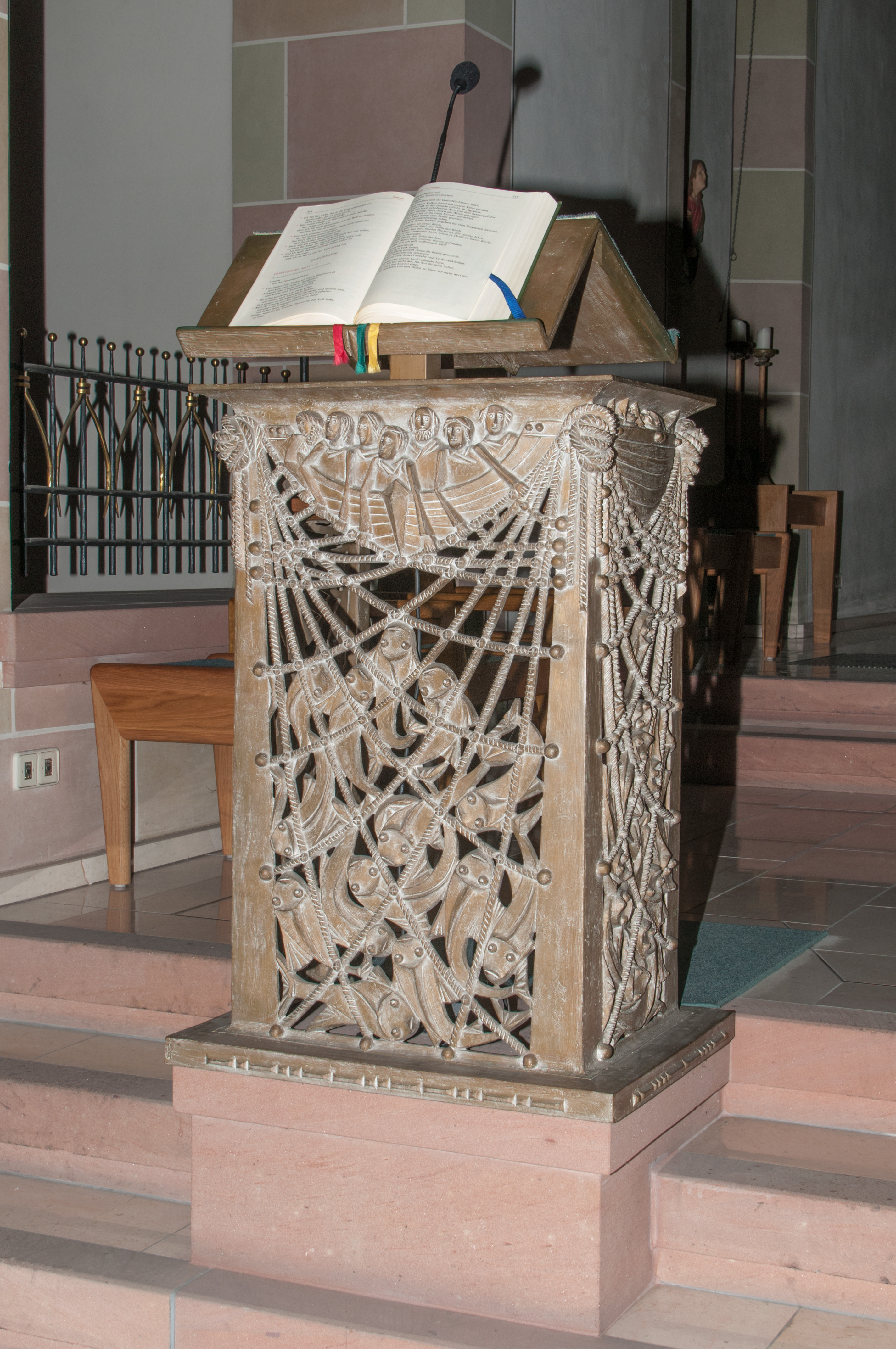
Ambo mit Bronze-Relief
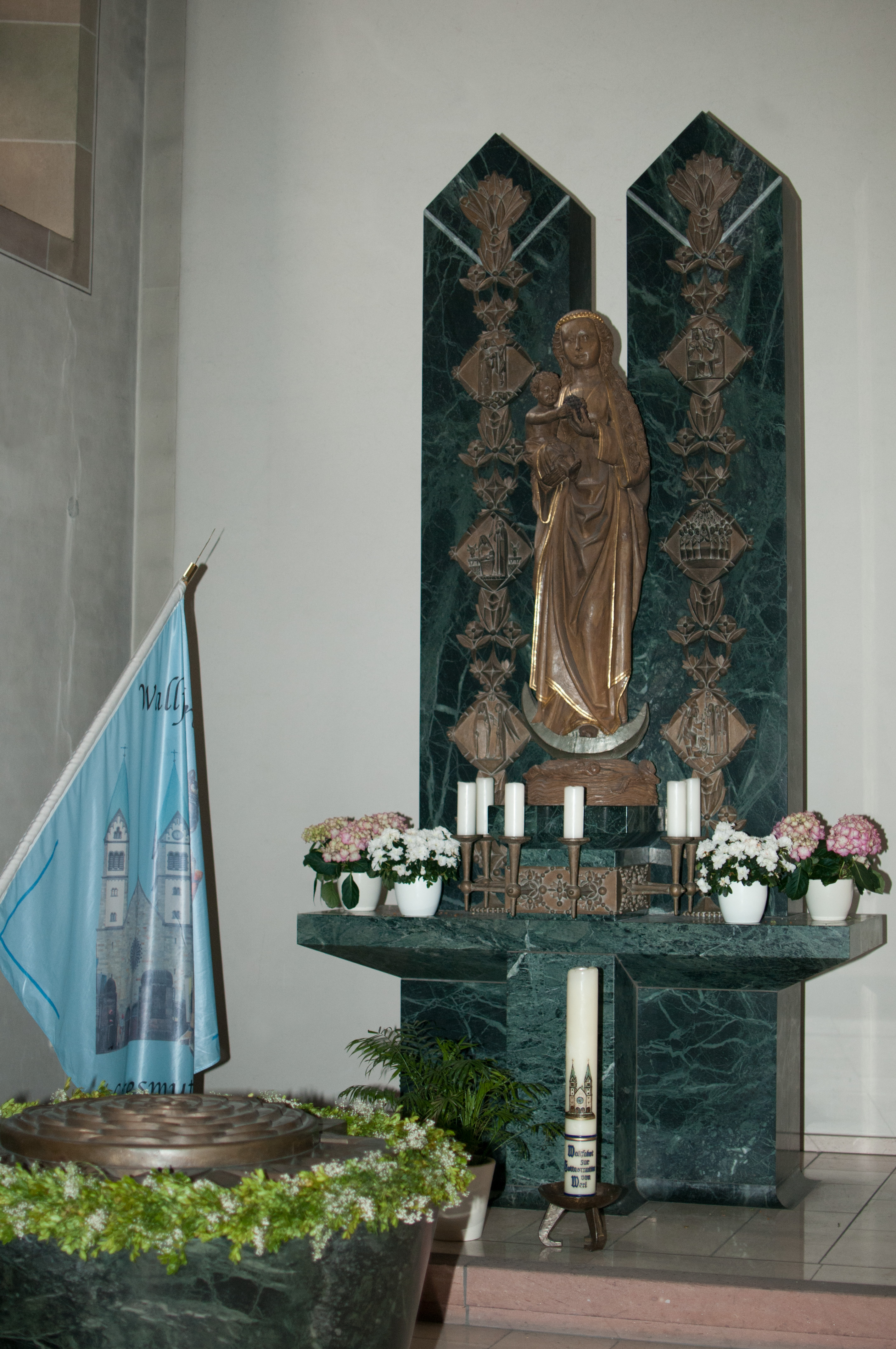
Marienaltar
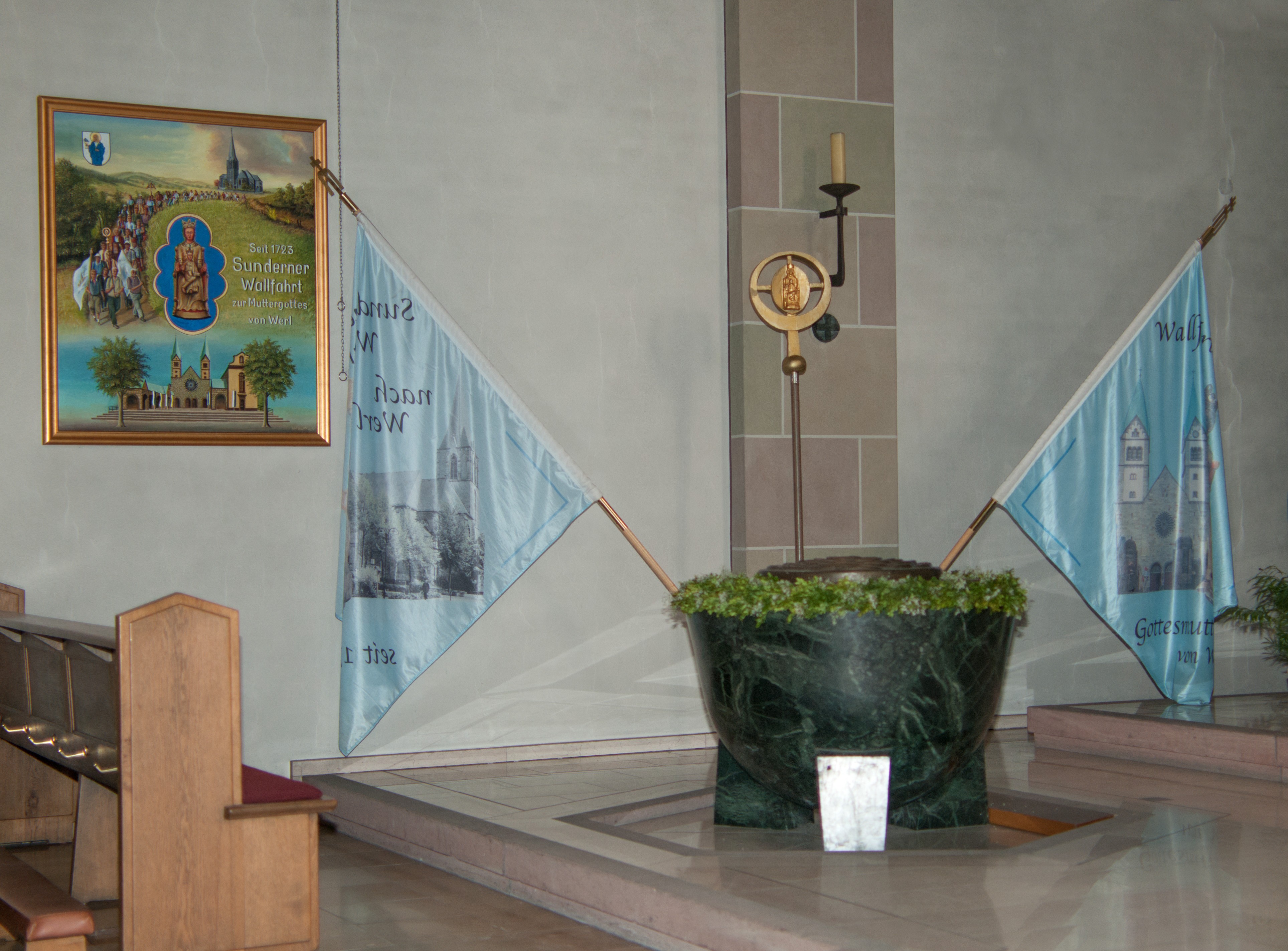
zur Marienwallfahrt Werl
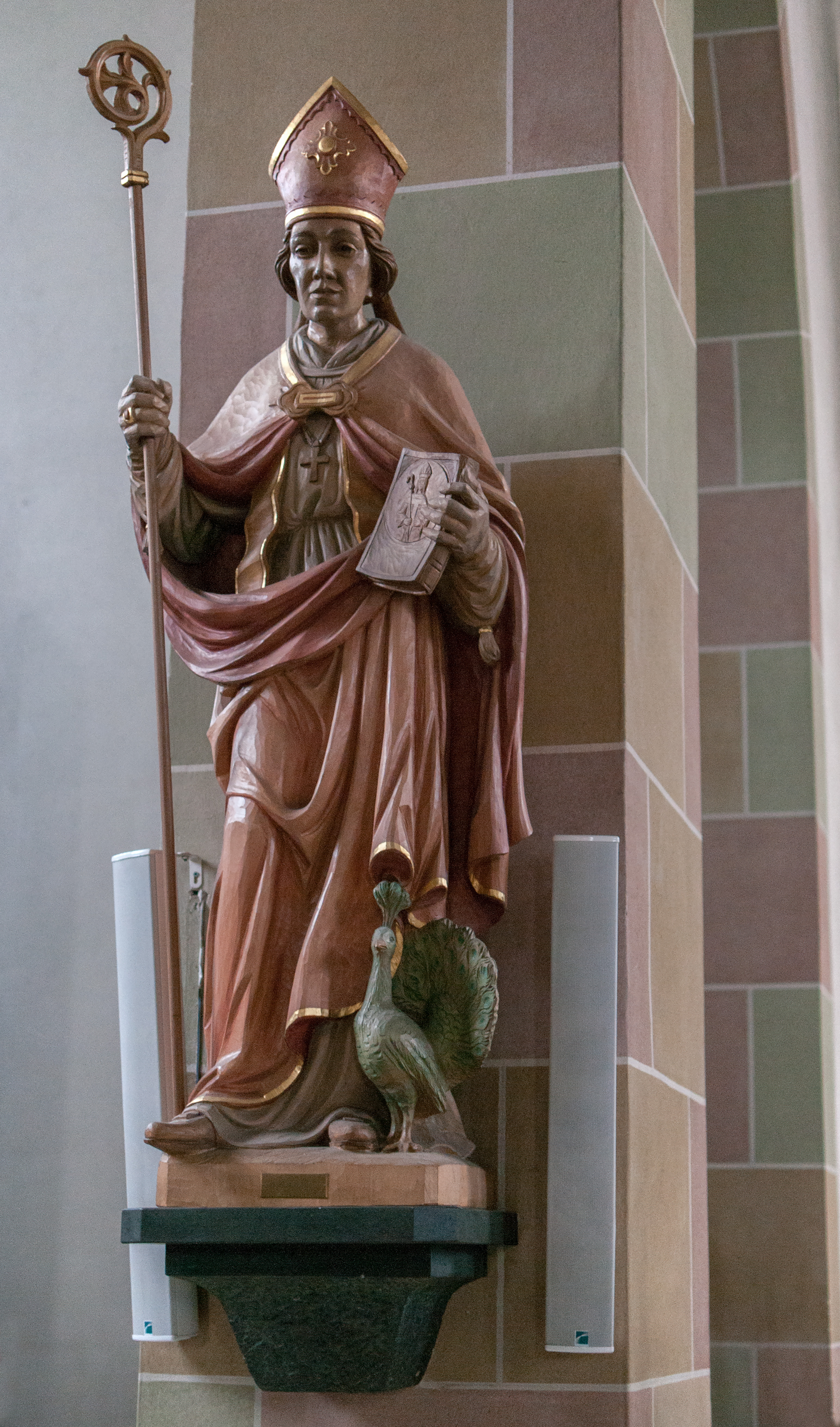
hl. Liborius
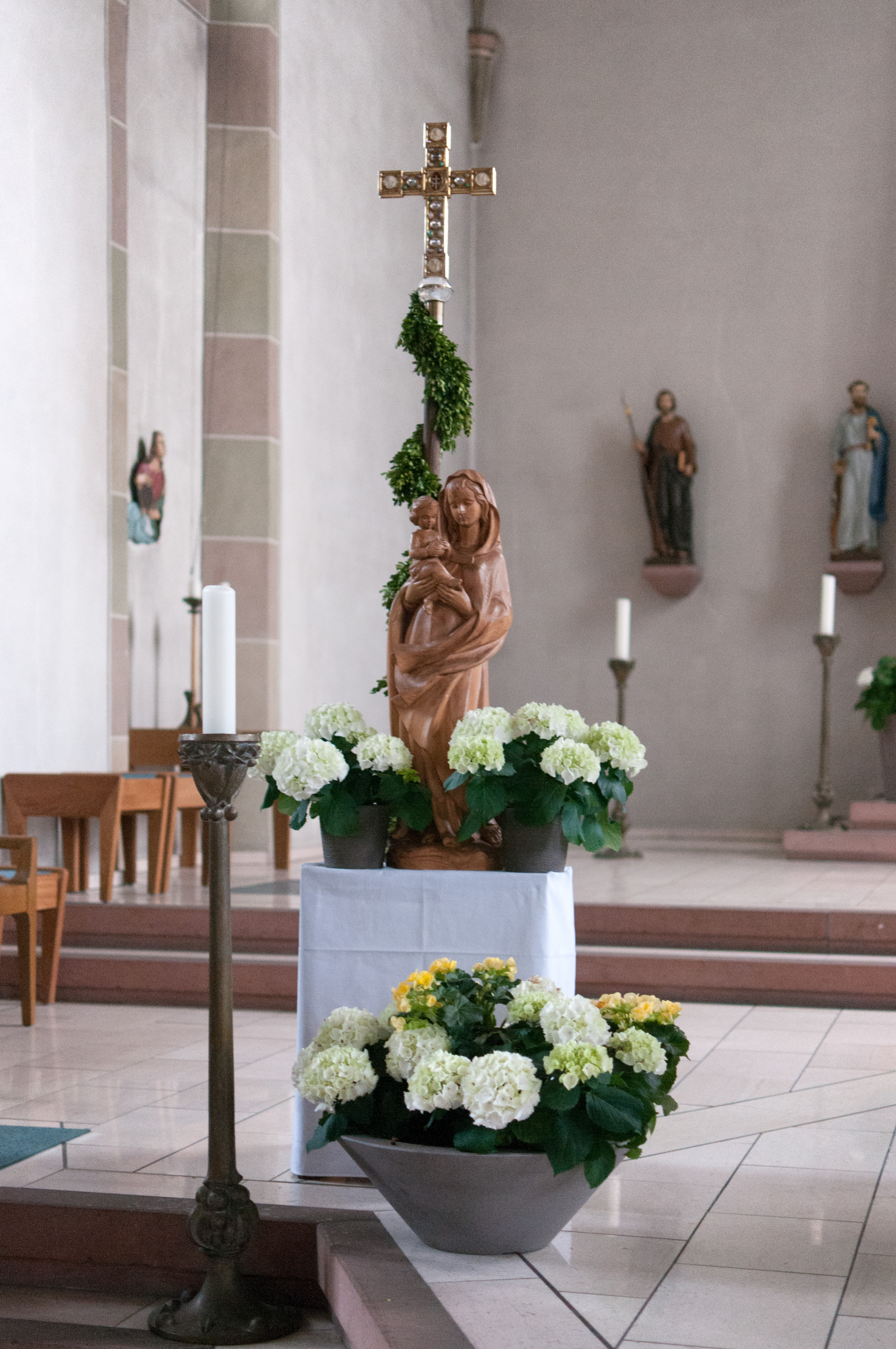
Skulptur und Reliquienkreuz
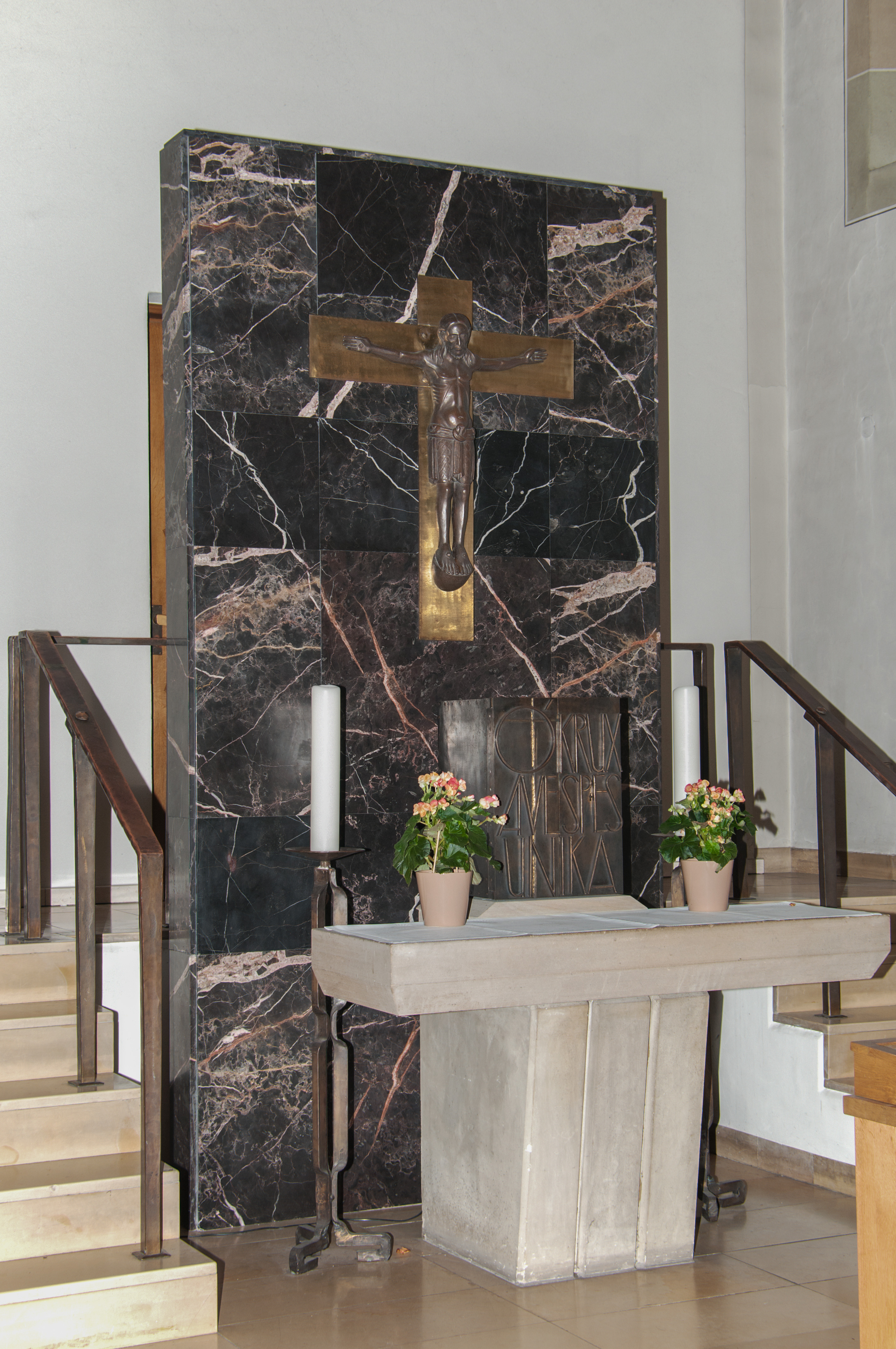
Kreuzaltar mit Nachbildung des Mindener Kreuzes
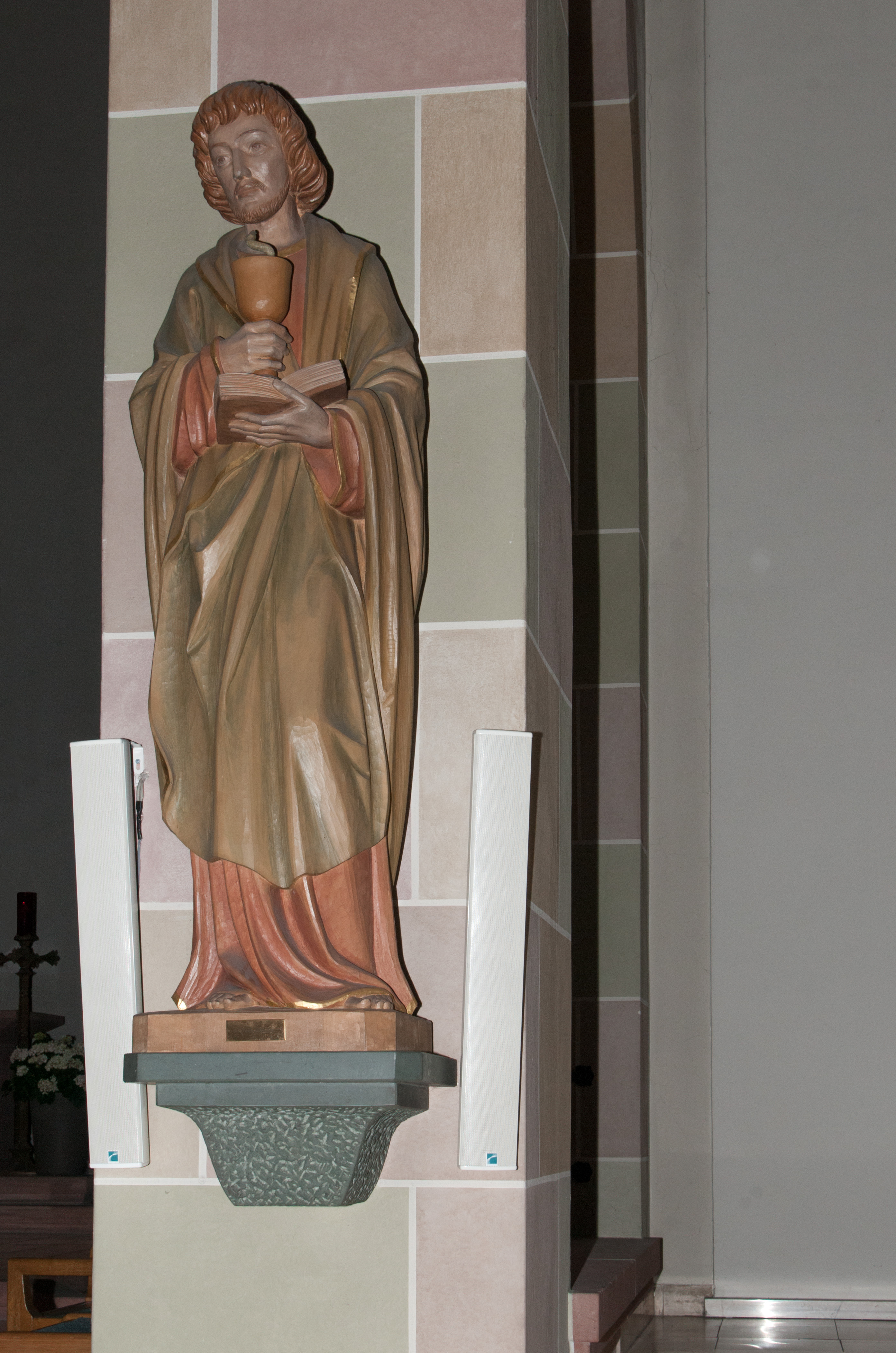
hl. Johannes Ev.
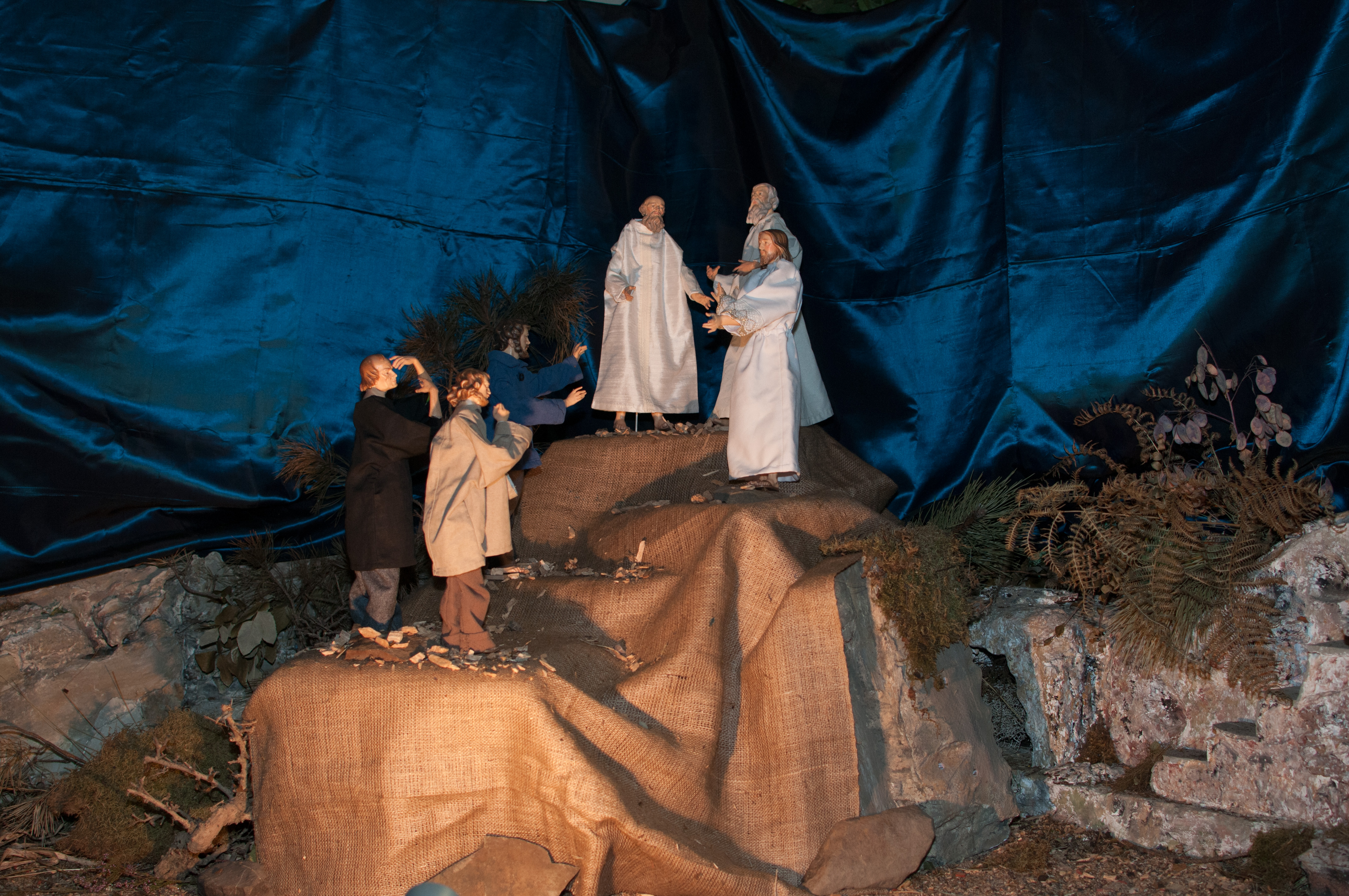
Verklärung Jesu
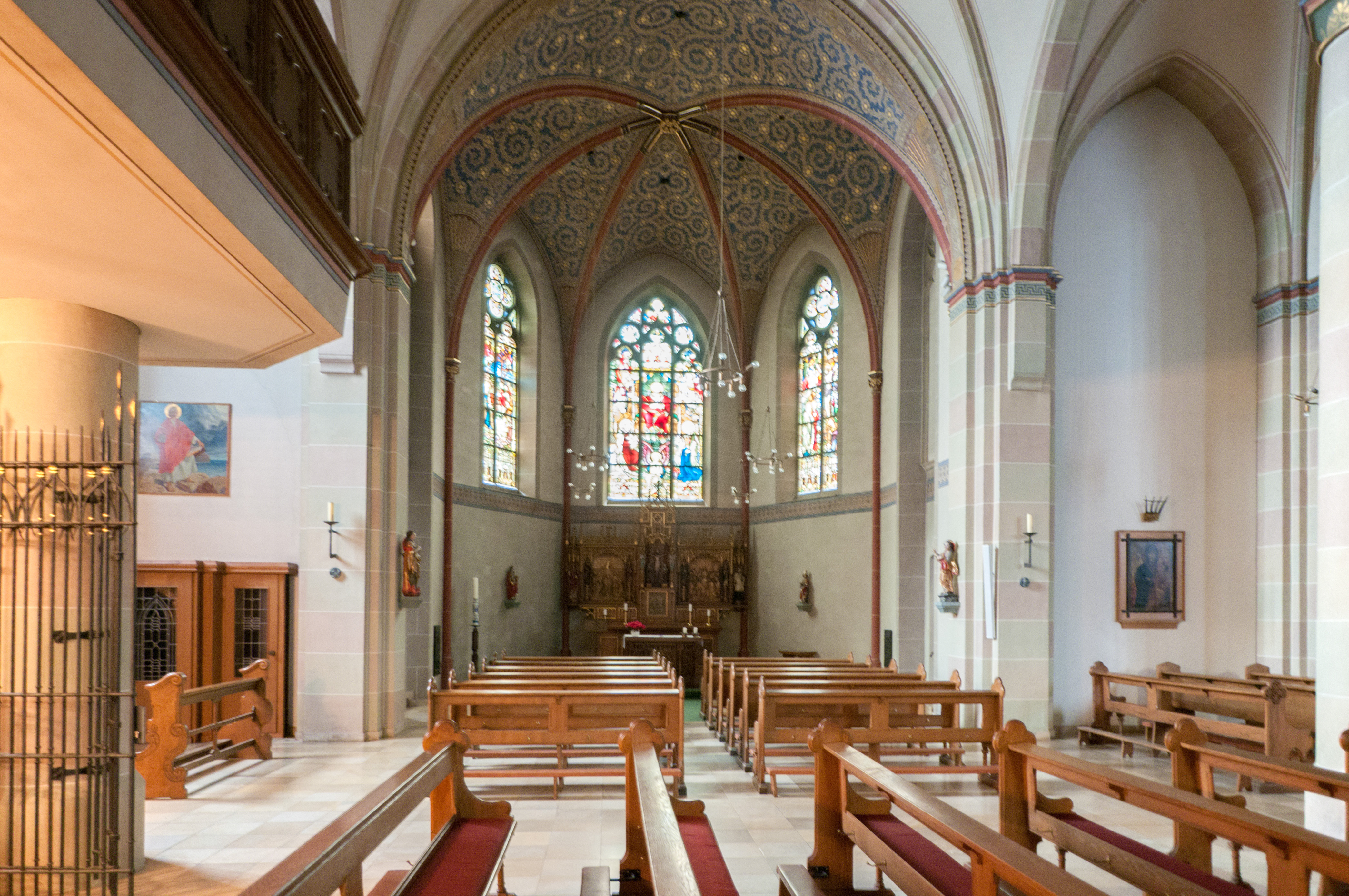
neugot. Hochaltar im Johanneschor (1)
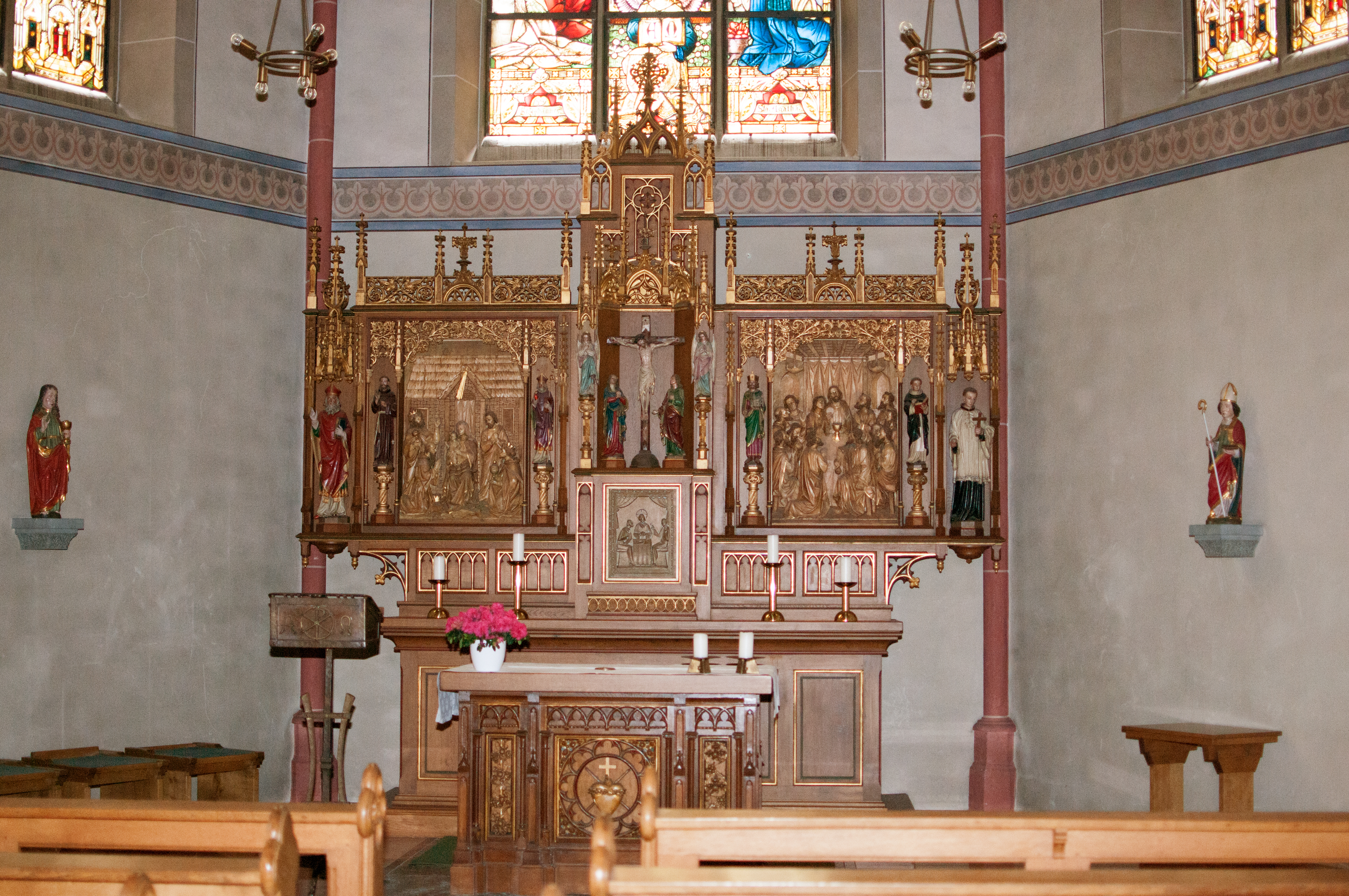
neugot. Hochaltar im Johanneschor (2)

## Ehemalige Ausstattung

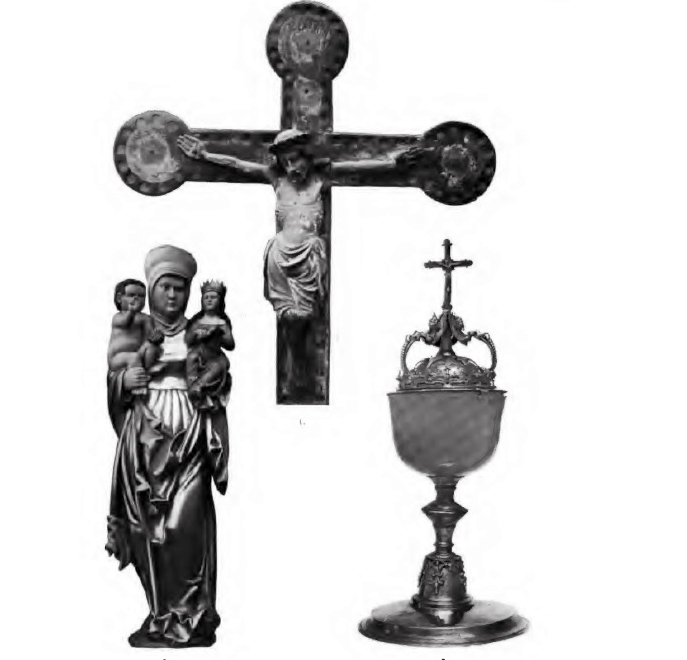
Anna selbdritt, Kruzifix und Ziborium, Zustand im Jahr 1895

- Ein Kruzifix aus der Zeit um 1400 mit runden Pass-Endungen wird im Diözesanmuseum in Paderborn ausgestellt.
- Die Turmmonstranz wurde wohl Ende des 16. Jahrhunderts angefertigt.
- Die Anna selbdritt wurde in der Zeit um 1600 geschnitzt, sie war Privatbesitz des Pfarrers Joseph Schwikardi und wird im Erzbischöflichen Diözesanmuseum ausgestellt.
- Ein bemerkenswertes Ziborium wurde 1654 gefertigt, es steht seit 1914 im Diözesanmuseum.[15]

## Glocken

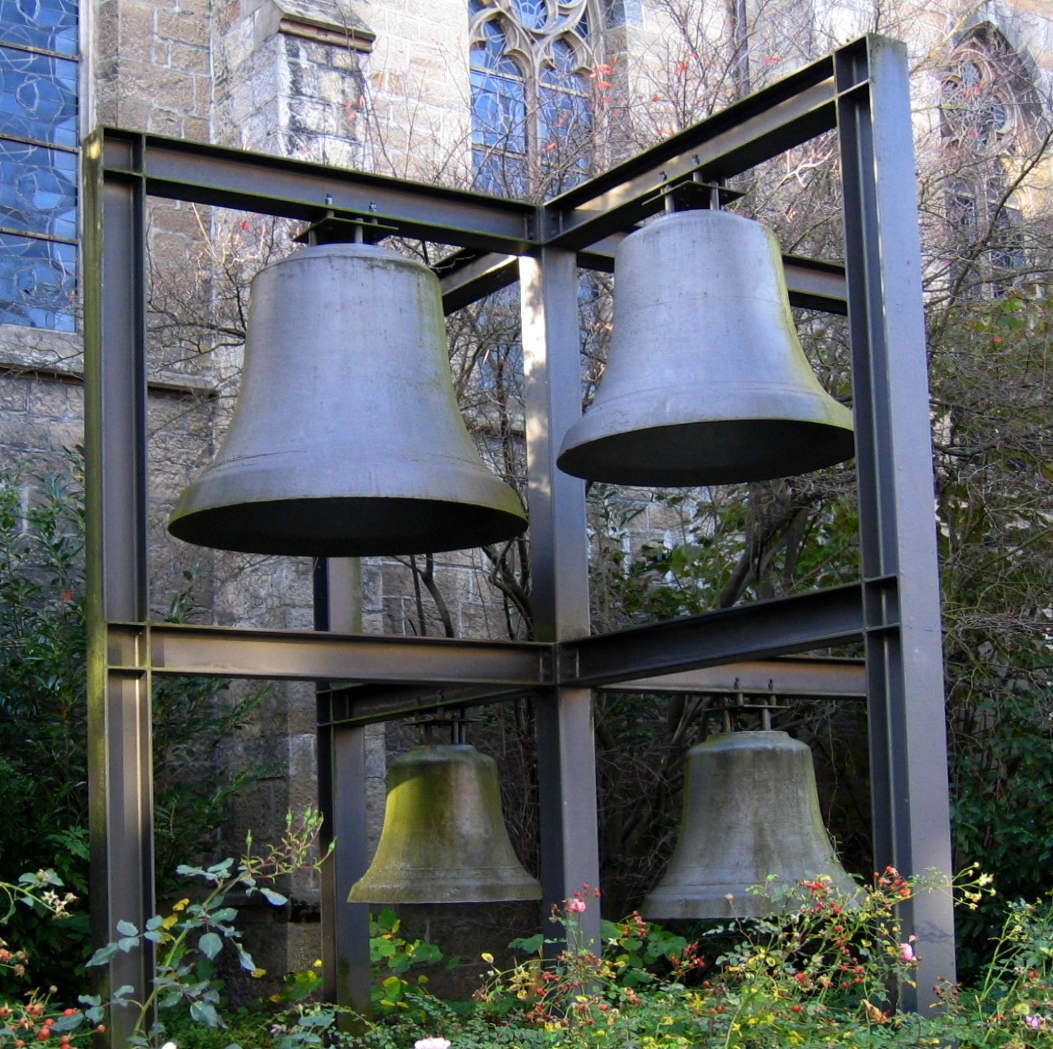
Diese historischen Glocken wurden 1918 bei den Gebr. Ulrich in Apolda in Stahl gegossen

In der Vorgängerkirche hingen drei Glocken
- 1. Sie wurde 1788 von den Gebrüdern Greven gegossen und hatte einen Durchmesser von 61 cm. Die Inschrift lautete S. joannes patronus
- 2. Die Glocke wurde im 16. Jahrhundert gegossen und hatte einen Durchmesser von 69 cm.
- 3. Die Glocke mit einem Durchmesser von 78 cm wurde ebenfalls im 16. Jahrhundert gegossen.[16] Diese Glocken wurden im Mai 1900 zur Glockengießerei Heinrich Humpert nach Brilon gebracht, um im Austausch dafür am 27. Mai neue Glocken zu erhalten. Die Weihe vollzog der Pfarrer von Hellefeld. Eine vierte Glocke, die sogenannte Klepp-Glocke, wurde im Juli 1901 geweiht, auch diese wurde bei Humpert gegossen.[17]
- Ein Stahlgussgeläut mit den Tönen e', g', a' und h' wurde 1918 von der Glockengießerei Ulrich in Apolda geliefert. 1998 wurden neue Bronzeglocken im Turm aufgehängt, die Stahlglocken hängen in einem Stahlgerüst neben der Kirche.[18][19]

| Nr. | Name/Patron         | Nominal | Gussjahr | Gießer                                  |
| --- | ------------------- | ------- | -------- | --------------------------------------- |
| 1   | Maria               | c'      | 1998     | Glöckengießerei Lauchhammer/ Nördlingen |
| 2   | Johannes Evangelist | f'      | 1998     | Glöckengießerei Lauchhammer/ Nördlingen |
| 3   | Josef               | g'      | 1998     | Glöckengießerei Lauchhammer/ Nördlingen |
| 4   | Hubertus            | a'      | 1998     | Glöckengießerei Lauchhammer/ Nördlingen |
| 5   | Franziskus Xaverius | c''     | 1998     | Glöckengießerei Lauchhammer/ Nördlingen |
| 6   | Elisabeth           | d''     | 1998     | Glöckengießerei Lauchhammer/ Nördlingen |